# Lorentz von Cöln
Lorentz von Cöln, född 1718, död före 18 juni 1772 i Stockholm, var en svensk konterfejare och tapetmålare.
Han var son till David von Cöln och Helena Broms samt gift med Katarina Elisabet Pasch (brorsdotter till Lorens Pasch). Han var bror till Friedrich von Cöln. 
von Cöln övertog sin fars tapetfabrik 1752 när hallrätten funnit att han blivit en god målare, som kunde visa vackra prov på sin färdighet. Han medverkade vid skapandet av några allegoriska målningar  i huset på Allmänna gränd 3 i Stockholm. Det är möjligt att han erhöll titeln hovmålare.  